# 유진룡
유진룡(劉震龍, 1956년 9월 2일  ~ )은 대한민국의 제4대 문화체육관광부 장관을 역임한 정치인이다.

## 경력
- 제22회 행정고등고시 합격
- 문화관광부 사무관
- 한국예술종합학교 사무국 국장
- 국립국어연구원 어문자료연구부 부장
- 문화관광부 문화산업국 국장
- 문화관광부 기획관리실 실장
- 제7대 문화관광부 차관
- 을지대학교 여가디자인학과 교수
- 을지대학교 성남캠퍼스 부총장
- 여가디자인포럼 회장
- 한국문화예술위원회 2기 위원
- 가톨릭대학교 한류대학원 원장
- 제1대 한류대학원 원장
- 2013년 3월 ~ 2014년 7월 문화체육관광부 장관
- 2015년 9월 ~ 국민대학교 행정대학원 석좌교수
- 2018년 ~ 2021년 수림문화재단 이사장
- 2021년 12월 ~ 2024년 11월 예술의전당이사

## 학력
- 서울고등학교
- 서울대학교 무역학과 학사
- 서울대학교 대학원 경제학 석사 과정 수료
- 한양대학교 관광대학원 사회과학 석사 과정 수료
- 한양대학교 공학대학원 공학석사 과정 수료
- 한양대학교 산업대학원 공학석사 과정 수료
- 서울대학교 행정대학원 행정학 석사
- 한양대학교 대학원 행정학 박사